# لاورنس مک‌گیورن
لاورنس مک‌گیورن (به انگلیسی: Laurence McGivern) (زادهٔ ۲۲ سپتامبر ۱۹۹۲) شناگر اهل ایرلند شمالی است.